# シェプスエスカフ
シェプスエスカフ（Shepseskaf）は、エジプト第4王朝の7代ファラオである。メンカウラーの息子であり、父から王位を引き継いだ。「シェプスエスカフ」という名前は、「彼の魂は高貴である」という意味である。

## 概要
記録には残っているが未確認のジェドエフプタハというファラオが実在しなかったとすると、彼がエジプト第4王朝最後のファラオとなる。ジェドエフプタハという名前の支配者は、『トリノ王名表』等の当時の書類やギザ、サッカラ等の墓には全く見られない。第4王朝と第5王朝の間の時期に王に仕えていた、Netry-nesut-pu 等の人々は、自身が使えた王の順番を、ラージェドエフ → カフラー → メンカウラー → シェプスエスカフ → ウセルカフ → サフラー → ネフェルイルカラー・カカイと明確に墓に記している。
『トリノ王名表』では、シェプスエスカフは4年間の治世で、ジェドエフプタハと言われているその匿名の後継者は2年間エジプトを統治したと記されている。一方、マネトの王名表では、シェプスエスカフは7年間の治世を行ったと明確に記されている。しかしマネトの王名表では、9年間の治世を行った、詳細不明でおそらく架空の支配者の存在についても記している。
シェプスエスカフは、マスタバ・ファラウン（「ファラオのベンチ」の意）として知られる巨大なマスタバをサッカラに自身の墓として建設し、大きなピラミッドを建設するという第4王朝の伝統を破った。一方、彼の直近の3人の前任者はギザに2つ、アブ・ラワシュに1つのピラミッドを建設し、第4王朝の創設者スネフェルは屈折ピラミッドや赤いピラミッド等、1人で3つのピラミッドを建設した。シェプスエスカフは、短い治世の間に自身の墓とギザにある父親のピラミッドの両方を完成させなければならなかったため、自身の墓は小さいものにしたと考えられている.。
兄に異母兄弟のクエンラー（母はカメレルネブティ2世）がいたが、早逝しておりシェプスエスカフが王位を継いだ。他には異母姉妹としてケンタカウエスがおり、シェプスエスカフの死後、エジプト第5王朝初代王となるウセルカフを婚姻により迎えいれた。シェプセスカフにはカアマトという娘がおり、シェプセスカフと同じ形の陵墓を残したが、その陵墓は父とは異なりギザに存在している。